# Загребельски, Густаво
Густаво Загребельски (итал. Gustavo Zagrebelsky; 1 июня 1943, Сан-Джермано-Кизоне, провинция Турин, Пьемонт) — итальянский юрист, член Конституционного суда Италии (1995—2004), председатель Конституционного суда в 2004 году.

## Биография
Густаво Загребельски — итальянец в первом поколении. Его отец родился в Санкт-Петербурге, но в 1914 году находился с семьёй в Ницце и с началом Первой мировой войны, а затем революционных событий в России так никогда и не вернулся на Родину. Брат Густаво — Владимиро Загребельски — известный юрист, бывший судья Европейского суда по правам человека.
Густаво Загребельски — член Итальянской ассоциации конституционалистов, бывший преподаватель конституционного права в Туринском университете. 9 сентября 1995 года президент Оскар Луиджи Скальфаро назначил Загребельски судьёй Конституционного суда, 13 сентября тот принял присягу. 28 января 2004 года избран председателем Конституционного суда, но 13 сентября 2004 истёк срок его полномочий, и Загребельски вернулся к преподаванию конституционного права на юридическом факультете Туринского университета, а также в качестве преподавателя на контракте — в неапольском университете имени Урсулы Бенинказа.
С 2008 года — член ассоциации «Свобода и правосудие», сотрудничает в нескольких ежедневных газетах, в том числе в la Repubblica и Fatto.
30 сентября 2016 года Загребельски принял участие в теледебатах на канале La 7 по вопросу конституционной реформы, вынесенной на референдум 4 декабря 2016 года. Соперником юриста выступил инициатор новшеств — председатель Совета министров Италии Маттео Ренци.

## Награды
Указом президента Италии от 19 февраля 2001 года награждён Большим крестом ордена «За заслуги перед Итальянской Республикой».